# Plains All American Pipeline
Plains All American Pipeline, L.P. — американская нефтегазовая компания. Штаб-квартира находится в Хьюстоне, штат Техас. Осуществляет обслуживание сети газо- и нефтепроводов, хранилищ и терминалов.

## История
Компания Plains Resources была основана в 1981 году для добычи нефти и газа. С 1989 года она начала предоставлять транспортные услуги другим нефтегазовым компаниям. В 1998 году поглотила All American Pipeline и объединила со своим транспортным подразделением в дочернюю компанию Plains All American, акции которой в том же году были разсещены на бирже. В 2001 году Plains All American отделилась от Plains Resources. В дальнейшем росла за счёт поглощений и строительства новых объектов. В 2006 году объединилась с Pacific Energy Partners.

## Деятельность
Основные подразделения по состоянию на 2021 год:
- Нефть — сеть нефтепроводов в США и Канаде общей протяжённостью 30,2 тыс. км, нефтехранилища общим объёмом 72 млн баррелей, 4 морских нефтеналивных терминала в США, завод по переработке газового конденсата на Юге Техаса, 2100 железнодорожных цистерн и 1275 автоцистерн; выручка 40,5 млрд долларов.
- Сжиженный газ — сеть трубопроводов для транспортировки сжиженного газа в США и Канаде протяжённостью 2,67 тыс. км, 4 газоперерабатывающих и 9 газоразделительных предприятий, 3900 железнодорожных цистерн и 220 автоцистерн для перевозки сжиженного газа; выручка 2,0 млрд долларов.

Основными клиентами являются компании ExxonMobil (15 % выручки), Marathon Petroleum (12 % выручки), BP (10 % выручки), Phillips 66.